# Holubivka, Prîlukî
Holubivka (în ucraineană Голубівка) este un sat în comuna Ivkivți din raionul Prîlukî, regiunea Cernihiv, Ucraina.

## Demografie
Componența lingvistică a localității Holubivka
     Ucraineană (97,72%)
     Rusă (2,07%)
     Alte limbi (0,21%)
Conform recensământului din 2001, majoritatea populației localității Holubivka era vorbitoare de ucraineană (97,72%), existând în minoritate și vorbitori de rusă (2,07%).